# Elecciones provinciales de Córdoba de 2003
Las elecciones generales de la provincia de Córdoba de 2003 se realizaron el 8 de junio y el 5 de octubre del mencionado año, con el objetivo de elegir Gobernador, Vicegobernador y 70 legisladores, de la Provincia de Córdoba. Fueron los primeros comicios realizados desde la reforma constitucional de 2001, que estableció el sistema parlamentario unicameral, modificó la forma de nominación de candidatos a cargos públicos electivos y la supresión de privilegios parlamentarios, por lo que ahora un gobierno provincial podía perder la mayoría legislativa si no obtenía el suficiente porcentaje de votos, eliminándose el antiguo sistema de "mayoría automática" para el partido más votado utilizado desde 1987.
En virtud de la décima disposición transitoria de la reforma constitucional de 2001, el mandato del gobernador electo se extendería entre el 12 de julio de 2003 y el 10 de diciembre de 2007. Desde que en 1995 se adelantó la asunción de Ramón Mestre, los mandatos de los gobernadores habían quedado desfasados respecto del recambio de autoridades en el orden nacional, y dicha disposición transitoria venía a corregir el desfase agregando cuatro meses y 28 días al período constitucional de cuatro años.
De este modo resultó reelecto José Manuel de la Sota, del Partido Justicialista y apoyado por la coalición Unión por Córdoba, obteniendo el 51.83% de los votos contra el 37.24% de Oscar Aguad, candidato de la Unión Cívica Radical). En tercer lugar quedaba Liliana Olivero de Izquierda Unida, con el 3.18%, y en cuarto lugar el justicialismo menemista con Oscar González como candidato.
En el plano legislativo, Unión por Córdoba conservó la mayoría absoluta con 40 diputados, incremento que fue facilitado por el fin del sistema automático, que no le permitía tener más de 36. La Unión Cívica Radical obtuvo 10, perdiendo gran cantidad de su representación legislativa debido a la reducción del tamaño de la legislatura.

## Resultados

### Gobernador y vicegobernador
| Fórmula                | Fórmula               | Partido                 | Partido                                | Partido                        | Votos     | %     |
| Gobernador             | Vicegobernador        | Partido                 | Partido                                | Partido                        | Votos     | %     |
| ---------------------- | --------------------- | ----------------------- | -------------------------------------- | ------------------------------ | --------- | ----- |
| José Manuel de la Sota | Juan Schiaretti       |                         |                                        | Partido Justicialista          | 436.266   | 27,58 |
| José Manuel de la Sota | Juan Schiaretti       |                         | Acción para el Cambio                  | 90.156                         | 5,70      |       |
| José Manuel de la Sota | Juan Schiaretti       |                         | Acción Popular                         | 80.394                         | 5,08      |       |
| José Manuel de la Sota | Juan Schiaretti       |                         | Acción por la República                | 53.685                         | 3,39      |       |
| José Manuel de la Sota | Juan Schiaretti       |                         | Frente Federal de Córdoba              | 49.284                         | 3,13      |       |
| José Manuel de la Sota | Juan Schiaretti       |                         | Movimiento de Acción Vecinal           | 42.132                         | 2,66      |       |
| José Manuel de la Sota | Juan Schiaretti       |                         | Partido Demócrata Liberal              | 34.585                         | 2,19      |       |
| José Manuel de la Sota | Juan Schiaretti       |                         | Partido Demócrata Cristiano            | 33.399                         | 2,11      |       |
| José Manuel de la Sota | Juan Schiaretti       | Total Unión por Córdoba | Total Unión por Córdoba                | Total Unión por Córdoba        | 819.901   | 51,84 |
| Oscar Aguad            | Benigno Rins          |                         |                                        | Unión Cívica Radical           | 455.974   | 28,83 |
| Oscar Aguad            | Benigno Rins          |                         | Movimiento Popular Cordobés            | 56.256                         | 3,56      |       |
| Oscar Aguad            | Benigno Rins          |                         | Movimiento de Integración y Desarrollo | 35.754                         | 2,26      |       |
| Oscar Aguad            | Benigno Rins          |                         | Unión Vecinal Federal                  | 31.960                         | 2,02      |       |
| Oscar Aguad            | Benigno Rins          |                         | Nuevo Partido de Acción Solidaria      | 8.986                          | 0,57      |       |
| Oscar Aguad            | Benigno Rins          | Total Aguad - Rins      | Total Aguad - Rins                     | Total Aguad - Rins             | 588.930   | 37,23 |
| Liliana Olivero        | Pablo Álvarez         |                         | Izquierda Unida                        | Izquierda Unida                | 50.340    | 3,18  |
| Oscar Félix González   | Rodrigo Agrelo        |                         |                                        | Unión del Centro Democrático   | 17.848    | 1,13  |
| Oscar Félix González   | Rodrigo Agrelo        |                         | Movimiento de Unidad Vecinalista       | 11.985                         | 0,76      |       |
| Oscar Félix González   | Rodrigo Agrelo        |                         | Nuevo País                             | 10.208                         | 0,65      |       |
| Oscar Félix González   | Rodrigo Agrelo        | Total González - Agrelo | Total González - Agrelo                | Total González - Agrelo        | 40.041    | 2,53  |
| Eduardo García         | Carlos Vicente        |                         |                                        | Partido Socialista Democrático | 11.268    | 0,71  |
| Eduardo García         | Carlos Vicente        |                         | Partido Socialista Popular             | 10.128                         | 0,64      |       |
| Eduardo García         | Carlos Vicente        | Total García - Vicente  | Total García - Vicente                 | Total García - Vicente         | 21.396    | 1,35  |
| Juan José Giesenow     | Perla Ceballos        |                         | Partido Intransigente                  | Partido Intransigente          | 17.304    | 1,09  |
| Horacio Obregón Cano   | Fernando Boldú        |                         | Nuevo Movimiento                       | Nuevo Movimiento               | 16.901    | 1,07  |
| Emma Ignazi            | Carlos Menéndez       |                         | Partido Humanista                      | Partido Humanista              | 14.822    | 0,94  |
| Eduardo Salas          | Carlos Moreno         |                         | Partido Obrero                         | Partido Obrero                 | 12.055    | 0,76  |
| Votos positivos        | Votos positivos       | Votos positivos         | Votos positivos                        | Votos positivos                | 1.581.690 | 95,62 |
| Votos en blanco        | Votos en blanco       | Votos en blanco         | Votos en blanco                        | Votos en blanco                | 44.441    | 2,69  |
| Votos nulos            | Votos nulos           | Votos nulos             | Votos nulos                            | Votos nulos                    | 28.094    | 1,70  |
| Participación          | Participación         | Participación           | Participación                          | Participación                  | 1.654.225 | 73,94 |
| Electores registrados  | Electores registrados | Electores registrados   | Electores registrados                  | Electores registrados          | 2.237.167 | 100   |
| Fuente:                |                       |                         |                                        |                                |           |       |

### Legislatura
| Partido/Alianza                 | Partido/Alianza                            | Partido/Alianza                            | Legislador por distrito único | Legislador por distrito único | Legislador por distrito único | Legislador departamental | Legislador departamental | Legislador departamental | Bancas totales |
| Partido/Alianza                 | Partido/Alianza                            | Partido/Alianza                            | Votos                         | %                             | Bancas                        | Votos                    | %                        | Bancas                   | Bancas totales |
| ------------------------------- | ------------------------------------------ | ------------------------------------------ | ----------------------------- | ----------------------------- | ----------------------------- | ------------------------ | ------------------------ | ------------------------ | -------------- |
|                                 |                                            | Partido Justicialista                      | 234.976                       | 17,15                         |                               | 236.269                  | 17,79                    |                          |                |
|                                 | Partido Demócrata Cristiano                | 50.970                                     | 3,72                          | 51.349                        | 3,86                          |                          |                          |                          |                |
|                                 | Acción para el Cambio                      | 38.324                                     | 2,80                          | 38.450                        | 2,89                          |                          |                          |                          |                |
|                                 | Acción por la República                    | 36.130                                     | 2,64                          | 36.572                        | 2,75                          |                          |                          |                          |                |
|                                 | Acción Popular                             | 33.614                                     | 2,45                          | 33.915                        | 2,55                          |                          |                          |                          |                |
|                                 | Frente Federal de Córdoba                  | 33.371                                     | 2,44                          | 33.451                        | 2,51                          |                          |                          |                          |                |
|                                 | Partido Demócrata Liberal                  | 24.414                                     | 1,78                          | 24.646                        | 1,85                          |                          |                          |                          |                |
| Total Unión por Córdoba         | Total Unión por Córdoba                    | Total Unión por Córdoba                    | 451.799                       | 32,98                         | 17/44                         | 454.652                  | 34,20                    | 23/26                    | 40/70          |
|                                 |                                            | Partido Nuevo                              | 240.410                       | 17,54                         |                               | 241.244                  | 18,13                    |                          |                |
|                                 | Unión Vecinal Federal                      | 61.079                                     | 4,46                          | 61.048                        | 4,59                          |                          |                          |                          |                |
|                                 | Cambio Córdoba                             | 59.251                                     | 4,32                          | 59.440                        | 4,47                          |                          |                          |                          |                |
| Total Frente Nuevo              | Total Frente Nuevo                         | Total Frente Nuevo                         | 360.740                       | 26,32                         | 14/44                         | 361.732                  | 27,19                    | 2/26                     | 16/70          |
|                                 | Unión Cívica Radical                       | Unión Cívica Radical                       | 227.222                       | 16,58                         | 9/44                          | 215.860                  | 16,22                    | 1/26                     | 10/70          |
|                                 | Frente Grande                              | Frente Grande                              | 61.004                        | 4,45                          | 2/44                          | 60.882                   | 4,58                     |                          | 2/70           |
|                                 |                                            | Córdoba en Acción                          | 22.605                        | 1,65                          |                               | 22.543                   | 1,69                     |                          |                |
|                                 | Recrear para el Crecimiento                | 20.981                                     | 1,53                          | 19.444                        | 1,46                          |                          |                          |                          |                |
| Total Recrear Córdoba en Acción | Total Recrear Córdoba en Acción            | Total Recrear Córdoba en Acción            | 43.586                        | 3,18                          | 1/44                          | 41.987                   | 3,15                     |                          | 1/70           |
|                                 | Izquierda Unida                            | Izquierda Unida                            | 33.956                        | 2,48                          | 1/44                          | 32.243                   | 2,42                     |                          | 1/70           |
|                                 | Afirmación para una República Igualitaria  | Afirmación para una República Igualitaria  | 23.027                        | 1,68                          |                               | 19.156                   | 1,44                     |                          |                |
|                                 | Política Abierta para la Integridad Social | Política Abierta para la Integridad Social | 21.010                        | 1,53                          | 20.638                        | 1,55                     |                          |                          |                |
|                                 | Nuevo País                                 | Nuevo País                                 | 17.567                        | 1,28                          | 17.310                        | 1,30                     |                          |                          |                |
|                                 | Unión del Centro Democrático               | Unión del Centro Democrático               | 16.431                        | 1,20                          | 18.005                        | 1,35                     |                          |                          |                |
|                                 | Vecinalismo Independiente                  | Vecinalismo Independiente                  | 15.076                        | 1,10                          | 15.026                        | 1,13                     |                          |                          |                |
|                                 | Movimiento Popular Cordobés                | Movimiento Popular Cordobés                | 14.925                        | 1,09                          | 14.977                        | 1,13                     |                          |                          |                |
|                                 | Partido Socialista Popular                 | Partido Socialista Popular                 | 12.882                        | 0,94                          | 10.946                        | 0,82                     |                          |                          |                |
|                                 | Partido Socialista Democrático             | Partido Socialista Democrático             | 11.937                        | 0,87                          | 10.267                        | 0,77                     |                          |                          |                |
|                                 | Primero la Gente                           | Primero la Gente                           | 10.330                        | 0,75                          | 6.313                         | 0,47                     |                          |                          |                |
|                                 | Nuevo Partido de Acción Solidaria          | Nuevo Partido de Acción Solidaria          | 9.903                         | 0,72                          | —                             | —                        |                          |                          |                |
|                                 | Movimiento de Acción Vecinal               | Movimiento de Acción Vecinal               | 9.492                         | 0,69                          | 9.049                         | 0,68                     |                          |                          |                |
|                                 | Partido Humanista                          | Partido Humanista                          | 9.019                         | 0,66                          | 6.416                         | 0,48                     |                          |                          |                |
|                                 | Partido Obrero                             | Partido Obrero                             | 8.838                         | 0,64                          | 5.388                         | 0,40                     |                          |                          |                |
|                                 | Partido Intransigente                      | Partido Intransigente                      | 5.343                         | 0,39                          | 4.480                         | 0,34                     |                          |                          |                |
|                                 | Partido de los Trabajadores Socialistas    | Partido de los Trabajadores Socialistas    | 4.724                         | 0,34                          | 3.840                         | 0,29                     |                          |                          |                |
|                                 | Movimiento Patriótico                      | Movimiento Patriótico                      | 1.438                         | 0,10                          | 1.324                         | 0,10                     |                          |                          |                |
|                                 | Movimiento de Unidad Vecinalista           | Movimiento de Unidad Vecinalista           | 219                           | 0,02                          | —                             | —                        |                          |                          |                |
| Votos positivos                 | Votos positivos                            | Votos positivos                            | 1.370.468                     | 89,50                         | 1.330.491                     | 86,69                    |                          |                          |                |
| Votos en blanco                 | Votos en blanco                            | Votos en blanco                            | 132.205                       | 8,63                          | 172.143                       | 11,24                    |                          |                          |                |
| Votos nulos                     | Votos nulos                                | Votos nulos                                | 28.607                        | 1,87                          | 28.646                        | 1,87                     |                          |                          |                |
| Participación                   | Participación                              | Participación                              | 1.531.280                     | 68,45                         | 1.531.280                     | 68,45                    |                          |                          |                |
| Electores registrados           | Electores registrados                      | Electores registrados                      | 2.237.167                     | 100                           | 2.237.167                     | 100                      |                          |                          |                |
| Fuente:                         |                                            |                                            |                               |                               |                               |                          |                          |                          |                |